# Football aux Jeux africains de 1987
Navigation
Alger 1978 Le Caire 1991
Le football aux Jeux africains de 1987 est l'une des disciplines des Jeux africains de Nairobi.  
L'Égypte remporte le tournoi en s'imposant en finale contre le Kenya. 

## Qualifications

### Zone 1
L'Algérie se retire pour protester contre la décision de la Confédération africaine de football (CAF) de faire rejouer le match aller en raison de deux joueurs non éligibles côté algérien. 
| 11 janvier 1987 | Tunisie | 0 – 2 Résultat annulé | Algérie                  | Stade El Menzah, Tunis                                                |                                                                       |
|                 |         |                       | Belloumi 17e · Menad 87e | Spectateurs : 15 000 spectateurs Arbitrage : Mohamed Laarache (Maroc) | Spectateurs : 15 000 spectateurs Arbitrage : Mohamed Laarache (Maroc) |

| 21 février 1987 | Algérie | Annulé | Tunisie | Stade du 5-Juillet, Alger |  |
|                 |         |        |         |                           |  |

La Tunisie se qualifie pour le tournoi final au Kenya.

### Zone 2
La Gambie bat la Guinée au premier tour avant de s'incliner au deuxième tour contre le Sénégal, qui était exempté du premier tour. Le Sénégal se qualifie donc pour le tournoi final au Kenya.

### Zone 3

#### Premier tour
| 10 août 1986 | Côte d'Ivoire | 2 - 1 | Liberia |  |  |
|              |               |       |         |  |  |

| 24 août 1986 | Liberia | 1 - 2 | Côte d'Ivoire |  |  |
|              |         |       |               |  |  |

La Côte d'Ivoire s'impose sur le score cumulé de 4-2 et se qualifie pour le deuxième tour.
Le Ghana se qualifie face au Bénin, le Togo se qualifie contre le Burkina Faso par forfait, et le Nigeria est exempté du premier tour.

#### Deuxième tour
| 3 janvier 1987 | Nigeria | 0 - 0 | Côte d'Ivoire |  |  |
|                |         |       |               |  |  |

| 18 janvier 1987 | Côte d'Ivoire | 1 - 0 | Nigeria |  |  |
|                 |               |       |         |  |  |

La Côte d'Ivoire s'impose sur le score cumulé de 1-0 et se qualifie pour le troisième tour.
| 6 janvier 1987 | Ghana | 3 - 0 | Togo |  |  |
|                |       |       |      |  |  |

| 18 janvier 1987 | Togo | 1 - 1 | Ghana |  |  |
|                 |      |       |       |  |  |

Le Ghana s'impose sur le score cumulé de 4-1 et se qualifie pour le troisième tour.

#### Troisième tour
| 19 avril 1987 | Ghana | 1 - 2 | Côte d'Ivoire |  |  |
|               |       |       |               |  |  |

| 26 avril 1987 | Côte d'Ivoire | 1 - 0 | Ghana |  |  |
|               |               |       |       |  |  |

La Côte d'Ivoire s'impose sur le score cumulé de 3-1 et se qualifie pour le tournoi final au Kenya.

### Zone 4
Un premier tour devait d'abord se faire affronter en matchs aller-retour les paires suivantes : Cameroun-Angola, Gabon-Congo et Zaïre-Rwanda. Finalement, le tournoi de football des Jeux d'Afrique centrale de 1987 à Brazzaville est qualificatif pour les Jeux africains : il est remporté par le Cameroun qui bat l'Angola 2-0 en finale.

### Zone 5

#### Premier tour
L'Égypte se qualifie face à l'Ouganda par forfait, la Tanzanie se qualifie contre l'Éthiopie par forfait, et la Somalie déclare forfait.

#### Deuxième tour
| 4 avril 1987 | Tanzanie | 2 - 4 | Égypte |  |  |
|              |          |       |        |  |  |

| 17 avril 1987 | Égypte | 6 - 0 | Tanzanie |  |  |
|               |        |       |          |  |  |

L'Égypte s'impose sur le score cumulé de 10-2 et se qualifie pour le tournoi final au Kenya.

### Zone 6

#### Premier tour
| 19 juillet 1986 | Malawi | 1 - 1 | Zimbabwe |  |  |
|                 |        |       |          |  |  |

| 3 août 1986 | Zimbabwe          | 1 - 1 | Malawi |  |  |
|             |                   |       |        |  |  |
|             | Tirs au but 1 - 2 |       |        |  |  |

Le Malawi s'impose dans la séance de tirs au but et se qualifie pour le deuxième tour.
Le Mozambique, le Swaziland et la Zambie sont exemptés de ce premier tour.

#### Deuxième tour
| 4 janvier 1987 | Swaziland | 1 - 3 | Malawi |  |  |
|                |           |       |        |  |  |

| 18 janvier 1987 | Malawi | 6 - 1 | Swaziland |  |  |
|                 |        |       |           |  |  |

Le Malawi s'impose sur le score cumulé de 9-2 et se qualifie pour le troisième tour.
La Zambie se qualifie aussi contre le Mozambique par forfait.

#### Troisième tour
| 5 avril 1987 | Zambie | 3 - 1 | Malawi |  |  |
|              |        |       |        |  |  |

| 19 avril 1987 | Malawi | 2 - 0 | Zambie |  |  |
|               |        |       |        |  |  |

Le Malawi s'impose par la règle des buts marqués à l'extérieur et se qualifie pour le tournoi final au Kenya.

### Zone 7

#### Premier tour
| 9 août 1986 | Djibouti | 1 - 7 | Madagascar |  |  |
|             |          |       |            |  |  |

| 24 août 1986 | Madagascar | Forfait | Djibouti |  |  |
|              |            |         |          |  |  |

Madagascar se qualifie pour le deuxième tour.
| 31 août 1986 | Seychelles | 1 - 2 | Maurice |  |  |
|              |            |       |         |  |  |

| 14 septembre 1986 | Maurice | 2 - 0 | Seychelles |  |  |
|                   |         |       |            |  |  |

Maurice s'impose sur le score cumulé de 4-1 et se qualifie pour le deuxième tour.

#### Deuxième tour
| 5 avril 1987 | Madagascar | 2 - 1 | Maurice |  |  |
|              |            |       |         |  |  |

| 19 avril 1987 | Maurice           | 2 - 1 | Madagascar |  |  |
|               |                   |       |            |  |  |
|               | Tirs au but 2 - 4 |       |            |  |  |

Madagascar s'impose dans la séance de tirs au but et se qualifie pour le tournoi final au Kenya.

## Tournoi final
Le tirage au sort des groupes a lieu le 8 mai 1987. Le Cameroun, le Kenya, Madagascar et la Tunisie forment le groupe A, tandis que le groupe B voit s'affronter la Côte d'Ivoire, l'Égypte, le Malawi et le Sénégal.
Le tournoi final se déroule du 1er au 12 août au Kenya. 

### Premier tour
Les deux premiers de chaque groupe se qualifient pour les demi-finales. Les troisièmes de chaque groupe se qualifient pour le match pour la cinquième place, les quatrièmes de chaque groupe jouent le match pour la septième place.
Une victoire vaut 2 points, un match nul 1 point et une défaite 0 point.

#### Groupe A
| Rang | Équipe     | Pts | J | G | N | P | Bp | Bc | Diff |
| ---- | ---------- | --- | - | - | - | - | -- | -- | ---- |
| 1    | Cameroun   | 5   | 3 | 2 | 1 | 0 | 9  | 4  | +5   |
| 2    | Kenya      | 5   | 3 | 2 | 1 | 0 | 6  | 4  | +2   |
| 3    | Madagascar | 3   | 3 | 1 | 0 | 2 | 4  | 5  | -1   |
| 4    | Tunisie    | 0   | 3 | 0 | 0 | 3 | 1  | 7  | -6   |

| 1er août 1987 | Kenya | 1 - 0 | Tunisie |  |  |
|               |       |       |         |  |  |

| 1er août 1987 | Cameroun | 3 - 0 | Madagascar |  |  |
|               |          |       |            |  |  |

| 3 août 1987 | Kenya | 3 - 3 | Cameroun |  |  |
|             |       |       |          |  |  |

| 3 août 1987 | Madagascar | 3 - 0 | Tunisie |  |  |
|             |            |       |         |  |  |

| 5 août 1987 | Kenya | 2 - 1 | Madagascar |  |  |
|             |       |       |            |  |  |

| 5 août 1987 | Cameroun | 3 - 1 | Tunisie |  |  |
|             |          |       |         |  |  |

#### Groupe B
| Rang | Équipe        | Pts | J | G | N | P | Bp | Bc | Diff |
| ---- | ------------- | --- | - | - | - | - | -- | -- | ---- |
| 1    | Malawi        | 4   | 3 | 2 | 0 | 1 | 4  | 2  | +2   |
| 2    | Égypte        | 4   | 3 | 2 | 0 | 1 | 4  | 3  | +1   |
| 3    | Côte d'Ivoire | 4   | 3 | 2 | 0 | 1 | 3  | 2  | +1   |
| 4    | Sénégal       | 0   | 3 | 0 | 0 | 3 | 0  | 4  | -4   |

| 2 août 1987 | Égypte | 1 - 0 | Sénégal |  |  |
|             |        |       |         |  |  |

| 2 août 1987 | Côte d'Ivoire | 1 - 0 | Malawi |  |  |
|             |               |       |        |  |  |

| 4 août 1987 | Égypte | 2 - 1 | Côte d'Ivoire |  |  |
|             |        |       |               |  |  |

| 4 août 1987 | Malawi | 2 - 0 | Sénégal |  |  |
|             |        |       |         |  |  |

| 6 août 1987 | Côte d'Ivoire | 1 - 0 | Sénégal |  |  |
|             |               |       |         |  |  |

| 6 août 1987 | Malawi | 2 - 1 | Égypte |  |  |
|             |        |       |        |  |  |

### Phase finale

#### Match pour la septième place
| 8 août 1987 | Sénégal | 1 - 0 | Tunisie |  |  |
|             |         |       |         |  |  |

#### Match pour la cinquième place
| 8 août 1987 | Côte d'Ivoire     | 1 - 1 a. p. | Madagascar |  |  |
|             |                   |             |            |  |  |
|             | Tirs au but 3 - 2 |             |            |  |  |

#### Demi-finales
| 9 août 1987 | Cameroun          | 1 - 1 a. p. | Égypte |  |  |
|             |                   |             |        |  |  |
|             | Tirs au but 3 - 4 |             |        |  |  |

| 10 août 1987 | Malawi            | 1 - 1 a. p. | Kenya |  |  |
|              |                   |             |       |  |  |
|              | Tirs au but 3 - 4 |             |       |  |  |

#### Match pour la troisième place
| 12 août 1987 | Malawi | 3 - 1 | Cameroun |  |  |
|              |        |       |          |  |  |

#### Finale
| 12 août 1987 | Égypte | 1 - 0 a. p. | Kenya | Kasarani Stadium, Nairobi |
|              |        |             |       | Spectateurs : 70 000      |